# Alex Eskin
Alex Eskin (en russe : Александр Григорьевич Эскин, Alexandre Grigorievitch Eskine) est un mathématicien russe naturalisé américain, professeur au département de mathématiques à l'université de Chicago sur le poste intitulé Arthur Holly Compton Distinguished Service Professor. Eskin est né le 19 mai 1965 à Moscou ou à Kiev,. Il est le fils du mathématicien Gregory Eskin (né en 1936 à Kiev) qui, lui, est professeur à l'université de Californie à Los Angeles.
Eskin obtient son Dotorat à l'université de Princeton en 1993, sous la supervision of Peter Sarnak. Il est professeur à l'université de Chicago depuis 1999.

## Domaine de recherche
Eskin travaille sur la théorie des billards rationnels et la théorie géométrique des groupes. Pour ses contributions avec David Fisher et Kevin Whyte démontrant la rigidité quasi-isométrique de groupes résolubles, il obtient en 2007 le prix de recherche Clay.

## Prix et distinctions
Eskin est conférencier invité au congrès international des mathématiciens à Berlin en 1998 et à Hyderabad en 2010.
En 2012, il devient fellow de l'American Mathematical Society.
En avril 2015, Eskin est élu membre de l'Académie nationale des sciences. Alex Eskin obtient le Breakthrough Prize 2020, en mathématiques pour sa classification des mesures {\displaystyle P}-invariantes et stationnaires pour les modules de translation de surfaces, un travail commun avec Maryam Mirzakhani, pour la démonstration du « théorème de la baguette magique » (« magic wand theorem »)

## Publications (sélection)
- Alex Eskin et Curt McMullen, « Mixing, counting, and equidistribution in Lie groups. », Duke Mathematical Journal, vol. 71, no 1,‎ 1993, p. 181–209 (DOI 10.1215/S0012-7094-93-07108-6)
- Alex Eskin, David Fisher et Kevin Whyte, « Coarse differentiation of quasi-isometries I: Spaces not quasi-isometric to Cayley graphs. », Annals of Mathematics, vol. 176, no 1,‎ 2012, p. 221–260 (DOI 10.4007/annals.2012.176.1.3, lire en ligne)
- Alex Eskin, Maryam Mirzakhani et Amir Mohammadi, « Isolation, equidistribution, and orbit closures for the SL(2,ℝ) action on moduli space. », Annals of Mathematics, vol. 182, no 2,‎ 2015, p. 673–721 (DOI 10.4007/annals.2015.182.2.7, arXiv 1305.3015)
- Alex Eskin et Maryam Mirzakhani, « Invariant and stationary measures for the action on Moduli space », Publications mathématiques de l'IHÉS, vol. 127, no 1,‎ 7 juin 2018, p. 95–324 (DOI 10.1007/s10240-018-0099-2, arXiv 1302.3320, lire en ligne)

## Articles liés
- Maryam Mirzakhani
- Breakthrough Prize in Mathematics